# Metamorfosis tou Sotiros (Zypern)
Metamorfosis tou Sotiros (griechisch Μεταμορφώσης του Σωτήρος), auch Agia Sotira (griechisch Αγία Σωτήρα) genannt, ist ein Kirchengebäude der zyprisch-orthodoxen Kirche auf Zypern. Die Kirche wurde 1985 von der UNESCO als Teil der Weltkulturerbestätte Bemalte Kirchen im Gebiet von Troodos in das UNESCO-Welterbe aufgenommen.

## Beschreibung
Die Kirche ist eine der Scheunendachkirchen im Troodos-Gebirge und liegt in Palechori. Sie ist der Verklärung des Herrn geweiht. Der Bau stammt aus dem frühen 16. Jahrhundert und ist mit einem der vollkommensten nach-byzantinischen Zyklen auf Zypern ausgemalt.
Bei der Apostelkommunion reicht Jesus nicht, wie meist, auf einer Seite sechs Aposteln das Brot und auf der anderen Seite sechs Aposteln den Wein. Hier sind es zwölf Apostel auf der linken und elf auf der rechten Seite  – Judas, der links das Brot aus dem Mund genommen hat, fehlt rechts. „Während die Gewänder der Apostel an das 14. Jahrhunderts erinnern, zeigen die Gesichter Züge des 16. Jahrhunderts.“ Diffuses Licht mit aufgesetzten Glanzlichtern lässt das Gesicht Marias zwischen den Erzengeln Gabriel und Michael strahlen. Der heilige Georg legt eine Hand auf die Schulter des heiligen Demetrios von Saloniki, den die Legende zu seinem Bruder gemacht hat. So erinnern sie an die antiken Dioskuren.

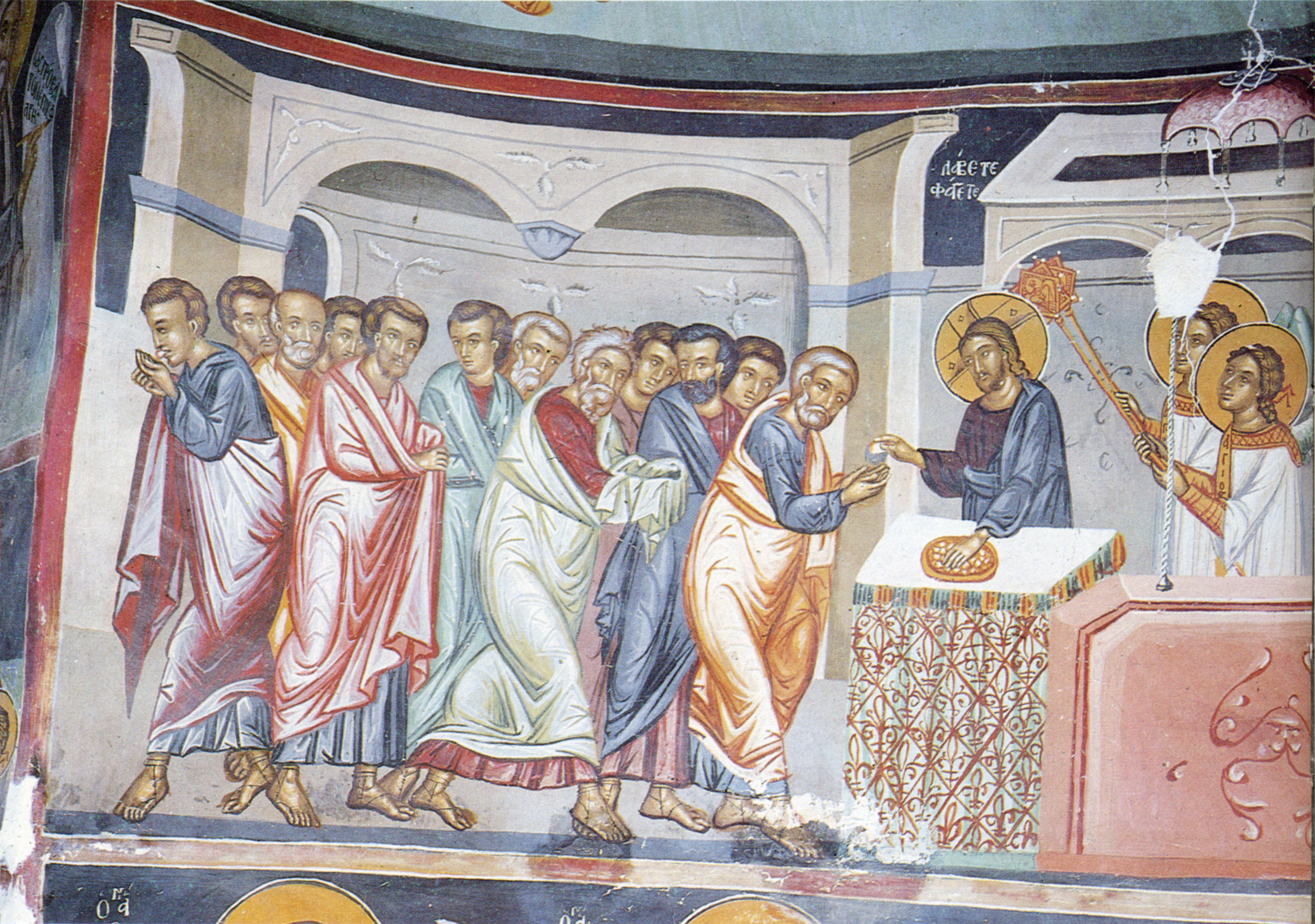
Apostelkommunion, linker Teil
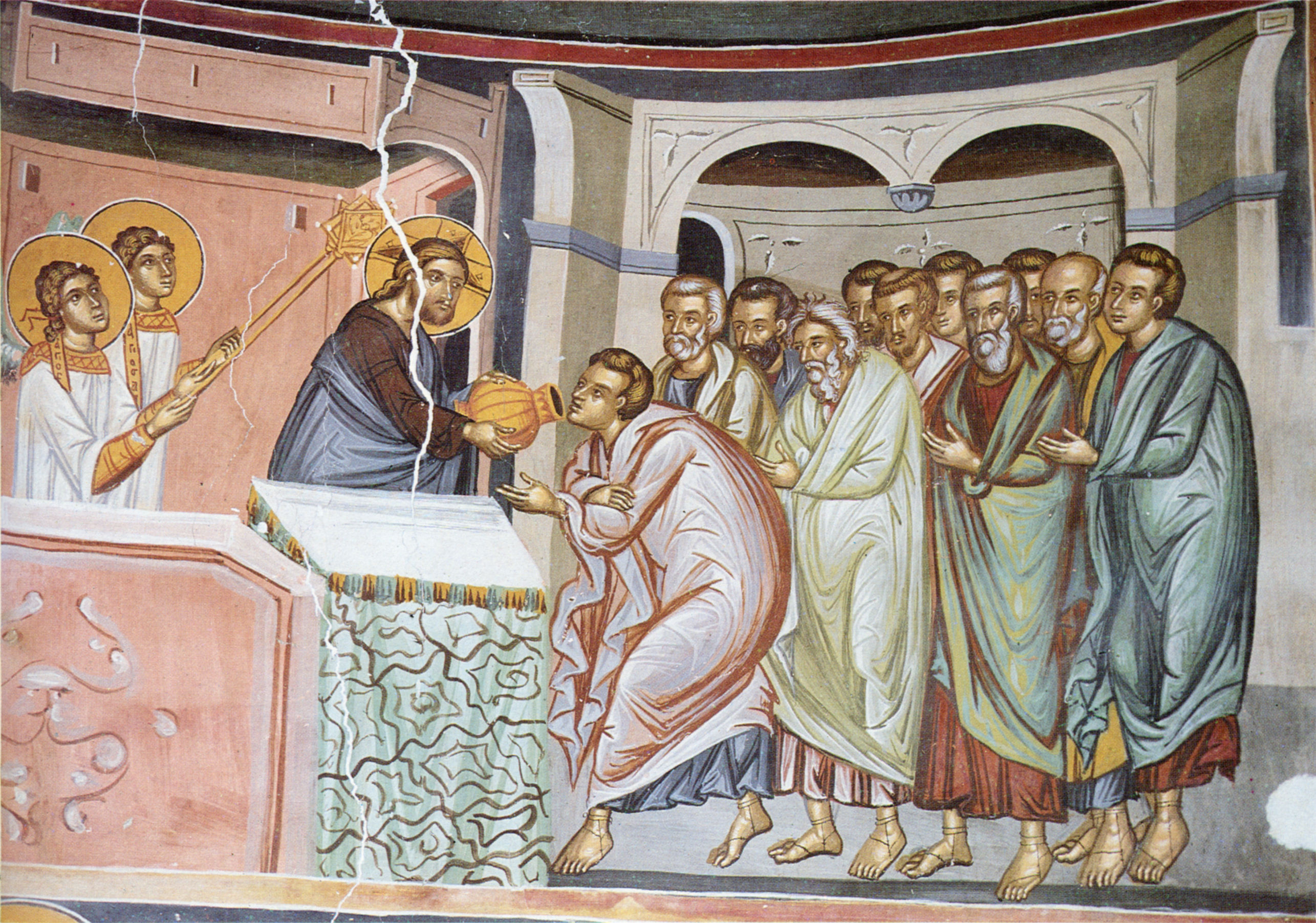
Apostelkommunion, rechter Teil
Maria zwischen Gabriel und Michael
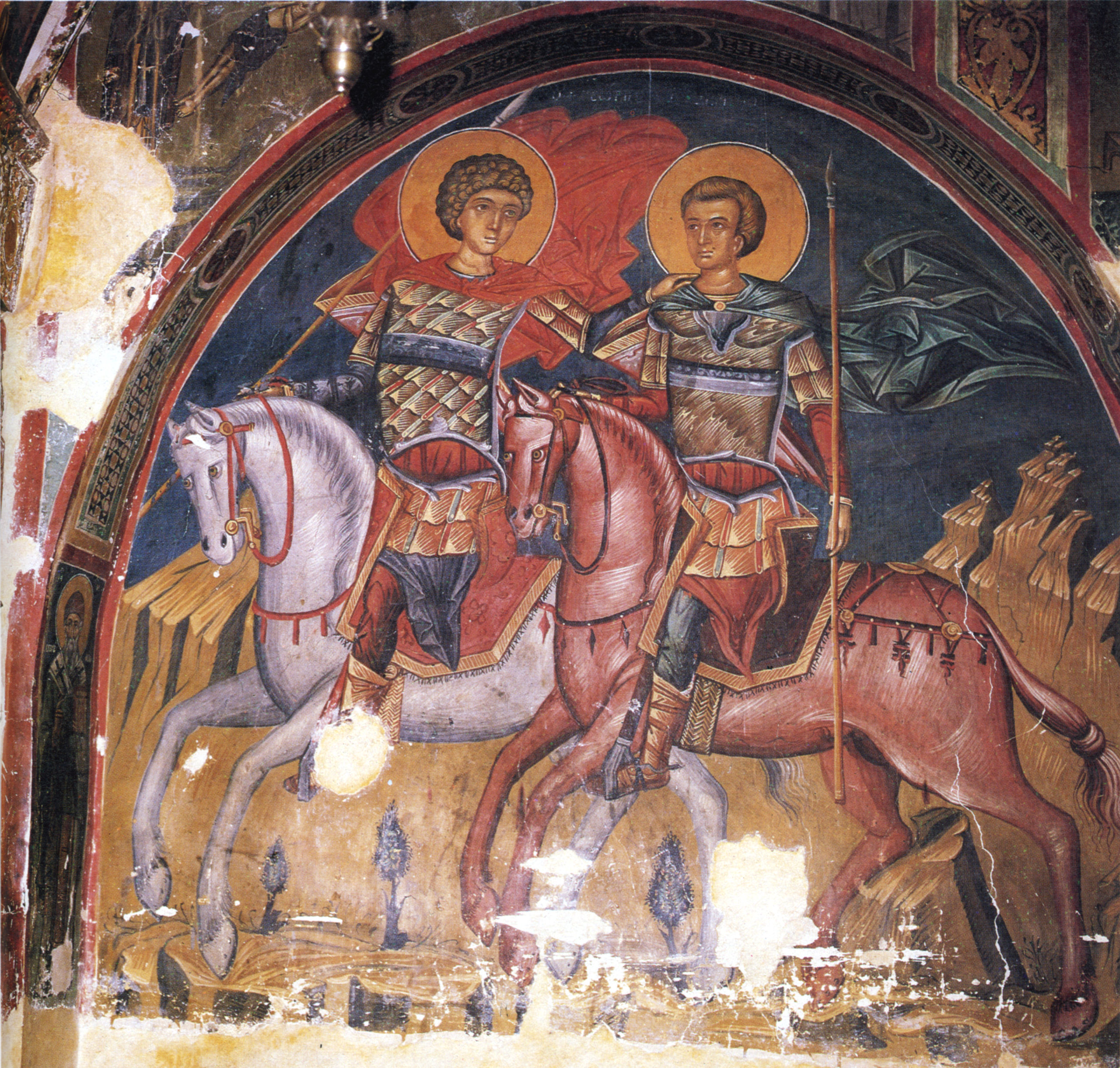
Georg und Demetrios